# Vrážné, Svitavy
Vrážné là một làng thuộc huyện Svitavy, vùng Pardubický, Cộng hòa Séc.